# Château de Beausson
Pour les articles homonymes, voir Beausson.
Le château de Beausson est une propriété privée située à Terjat, en France.

## Localisation
Le château est situé à un kilomètre environ à l'ouest du bourg de Terjat, dans le département de l'Allier, en région Auvergne-Rhône-Alpes.

## Historique
Sur la hauteur de Beausson auraient été primitivement érigées une tour de guet mérovingienne puis une forteresse que l'on a dit contemporaine du château de l'Ours.
Le bâtiment que l'on connaît actuellement se compose d'un corps de bâtiment édifié aux XVe et XVIe siècles. Il s'élève sur 4 niveaux. Le corps principal est flanqué aux  angles, du côté nord, de deux tours  dont une serait des XIIe et XIIIe siècles, et donc un vestige de l'enceinte médiévale. Vers l'ouest, est accolée une aile plus récente. La façade a été remaniée au XIXe siècle pour y ajouter une tour sur laquelle sont apposées les armoiries et blasons des anciens propriétaires : les Chevenon de Bigny, les Charnisay et les Alexandre de Beausson.
Sous la Révolution, la propriété est vendue comme bien national, puis récupérée quelques années après par les héritiers.

## Description

### Château
En hors d’œuvre sur la façade sud, la tour à poivrière enferme un escalier à vis qui dessert les différents niveaux.

### Basse-cour
La basse-cour est actuellement transformée en logis d'habitation.

### Étang
Le grand étang de Lours marque la séparation entre les communes de Mazirat et de Terjat sur 320 m ; le petit, en contrebas du premier, est plus modeste.

### Jardin potager
Le jardin de potages est clos de murs.

## Propriétaires
Jean de César ou de Cizar, écuyer, seigneur de Beausson, paroisse de Terjat, est mentionné dans l'acte de mariage de sa fille Marguerite, le 16 janvier 1475.
Jean Alexandre achète la seigneurie de Beausson le 28 novembre 1617 par adjudication judiciaire.
Claude de Chevenon de Bigny épouse en 1747 Marie-Françoise Alexandre de Beausson, héritière de la propriété. Celle-ci est confisquée comme bien national en 1795 à la suite du décès de Pierre de Chevenon de Bigny qui s'était engagé dans l'armée des princes.
Jean-Baptiste de Chevenon de Bigny parvient à racheter le château, qui reste à ce jour dans la même famille.